# Альмодис (графиня Марша)
Альмодис (фр. Almodis de La March; умерла в 1116 или 1117) — графиня Марша.
Родилась ок. 1065/1070 года. Дочь Альдеберта (Одбера) II (ум. в 1088).
Около 1088 года вышла замуж за Роже Пуатевинца из рода алансонских графов.
В 1091 году после смерти своего бездетного брата Бозона III стала графиней Марша (смогла утвердить власть только в 1098 году, после смерти другого претендента — Эда, приходившегося ей дядей).
Умерла в 1116 или 1117 году.
Дети:
- Альдеберт (Одбер) III, граф Марша
- Бозон IV, граф Марша
- Эд II, граф Марша.

Не следует путать Альмодис — графиню Марша с Альмодис де ла Марш (1020—1071) — графиней Барселоны.